# العلاقات البريطانية الليبيرية
العلاقات البريطانية الليبيرية هي العلاقات الثنائية التي تجمع بين المملكة المتحدة وليبيريا.

## مقارنة بين البلدين
هذه مقارنة عامة ومرجعية للدولتين:
| وجه المقارنة                                              | المملكة المتحدة                 | ليبيريا      |
| --------------------------------------------------------- | ------------------------------- | ------------ |
| المساحة (كم2)                                             | 242.50 ألف                      | 111.37 ألف   |
| عدد السكان (نسمة)                                         | 66.02 مليون                     | 4.73 مليون   |
| الكثافة السكانية (ن./كم²)                                 | 272.25                          | 42.47        |
| العاصمة                                                   | لندن                            | مونروفيا     |
| اللغة الرسمية                                             | لغة إنجليزية، اللغة الويلزية    | لغة إنجليزية |
| العملة                                                    | جنيه إسترليني                   | دولار ليبيري |
| الناتج المحلي الإجمالي (بليون دولار)                      | 2.62 تريليون                    | 2.16 مليار   |
| الناتج المحلي الإجمالي (تعادل القوة الشرائية) بليون دولار | 2.72 تريليون                    | 3.76 مليار   |
| الناتج المحلي الإجمالي الاسمي للفرد دولار أمريكي          | 43.88 ألف                       | 455          |
| الناتج المحلي الإجمالي للفرد دولار أمريكي                 | 40.23 ألف                       | 842          |
| مؤشر التنمية البشرية                                      | 0.907                           | 0.430        |
| رمز المكالمات الدولي                                      | +44                             | +231         |
| رمز الإنترنت                                              | .uk، .gb                        | .lr          |
| المنطقة الزمنية                                           | توقيت غرينيتش، توقيت غرب أوروبا | 00           |

## منظمات دولية مشتركة
يشترك البلدان في عضوية مجموعة من المنظمات الدولية، منها:
| علم المنظمة | اسم المنظمة                               | تاريخ انضمام المملكة المتحدة | تاريخ انضمام ليبيريا |
| ----------- | ----------------------------------------- | ---------------------------- | -------------------- |
|             | مؤسسة التنمية الدولية                     | 24 سبتمبر 1960               | 28 مارس 1962         |
|             | البنك الإفريقي للتنمية                    | ?                            | ?                    |
|             | مؤسسة التمويل الدولية                     | 20 يوليو 1956                | 28 مارس 1962         |
|             | منظمة حظر الأسلحة الكيميائية              | ?                            | ?                    |
|             | الأمم المتحدة                             | 24 أكتوبر 1945               | 2 نوفمبر 1945        |
|             | الاتحاد الدولي للاتصالات                  | 24 فبراير 1871               | 10 أكتوبر 1927       |
|             | منظمة الشرطة الجنائية الدولية             | ?                            | ?                    |
|             | البنك الدولي للإنشاء والتعمير             | 27 ديسمبر 1945               | 28 مارس 1962         |
|             | الاتحاد البريدي العالمي                   | ?                            | ?                    |
|             | المركز الدولي لتسوية المنازعات الاستشارية | 18 يناير 1967                | 16 يوليو 1970        |
|             | وكالة ضمان الاستثمار متعدد الأطراف        | 12 أبريل 1988                | 12 أبريل 2007        |
|             | يونسكو                                    | 4 نوفمبر 1946                | 6 مارس 1947          |

## وصلات خارجية
- موقع وزارة الخارجية البريطانية
- موقع وزارة الخارجية الليبيرية